# Pieve San Giacomo
Pieve San Giacomo ist eine Gemeinde mit 1633 Einwohnern (Stand 31. Dezember 2023) in der Provinz Cremona in der italienischen Region Lombardei.

## Ortsteile
Im Gemeindegebiet liegt neben dem Hauptort die Wohnplätze Ca’ de’ Varani, Fornasotto, Gazzolo, Ognissanti, Olzo, Silvella und Torre Berteri.